# George Rennie
George Haddow Rennie (Newcastle, Nova Brunswick, 10 de março de 1883 – New Westminster, Colúmbia Britânica, 13 de dezembro de 1966) foi um jogador de lacrosse canadense. Hoobin fez parte da equipe canadense que conquistou a medalha de ouro nos Jogos Olímpicos de Verão de 1908 em Londres.